# 도호 영화 (기업)
도호 스튜디오 주식회사(일본어: TOHOスタジオ株式会社, 이전 사명: 주식회사 도호 영화, 일본어: 株式会社東宝映画)는 도호 산하의 영화 제작 프로덕션이다. 이전까지 도호 본사가 가지고 있던 영화의 제작 부문을 분사화하는 형태로 1971년 4월 1일에 설립되었다. 도호 영화의 제작 작품은 도호나 제작위원회가 기획·제작하고, 영화 배급은 도호에서 맡는다.
과거에 존재했던 "도호 영화 주식회사"와는 전혀 다른 기업이다.

## 주요 제작 영화
- 고질라 시리즈

1990년대 이후
- 초소녀 REIKO
- 야마토 타케루
- 츄신구라 47명의 자객
- 히메유리의 탑
- 8개의 무덤 마을
- 유괴
- 인연~유대~
- 모방범
- 아수라의 고토쿠
- 세상의 중심에서 사랑을 외치다
- 지금, 만나러 갑니다
- 터치
- 봄의 눈
- 러프 ROUGH
- 사랑의 유형지
- 비잔
- 그때는 그에게 안부 전해줘
- 마리와 강아지 이야기
- 스마일 성야의 기적
- 하게타카
- 제로의 초점
- 내 첫사랑을 너에게 바친다
- 산
- 신의 카르테
- 우리들이 있었다
- 당신에게
- 악의 교전

## 같이 보기
- 도호